# Kéküstökű csormolya
A kéküstökű csormolya (Melampyrum nemorosum) a vajvirágfélék (Orobanchaceae) családjának csormolya (Melampyrum) nemzetségébe tartozó parazita növényfaj. Ligeterdőkben, erdőszegélyeken előforduló félélősködő gyökérparazita.
Sok alfajból vagy mikrofajból áll. Egyik magyarországi alfaja: Melampyrum nemorosum subsp. debreceniense, külön fajként kezelve: Melampyrum debreceniense (debreceni csormolya).

## Jellemzése

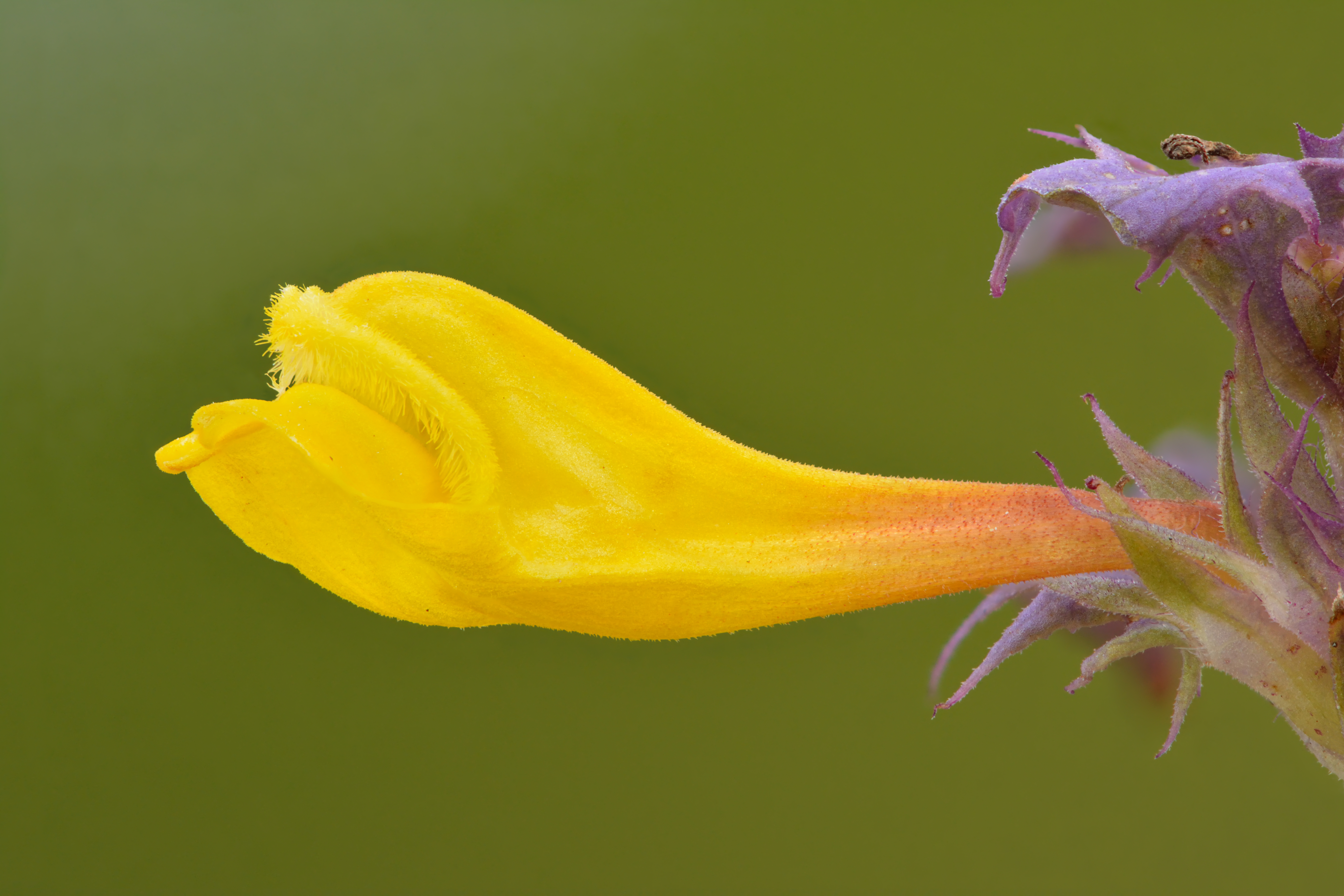
Virág

A kéküstökű csormolya 40–60 cm magasra megnövő, terebélyes, morfológiailag változatos egyéves növény. Alul finoman szőrös, felső részén borzas. Szára hengeres.
Ép szélű, rövid (1–2 mm) nyelű, 3-5 (max 10) cm hosszú, 0,5-2 (max 4) cm széles, ovális-lándzsás levelei keresztben átellenes állásúak, csúcsuk hegyes.
Június-október között virágzik. A színes murvalevelek meglepő, különleges megjelenést kölcsönöznek a növénynek, mintha két, erősen elütő színű virág nőne rajta. Féloldalas fürtvirágzatban nyílik, a kékeslila, ritkábban fehér murvalevelek tojásdadok, fűrészesek, serteszerű fogakkal. A felső murvák tövében nincs virág. Az ajakos virág pártája 15–20 mm-es, sárga színű, a gyapjas, 8–10 mm hosszú csésze háromszög-lándzsásan fogazott, a fogak 4–5 mm hosszúak.
Hosszú szájszervű rovarok porozzák.
Termése sokmagvú toktermés, a hangyabábokra hasonlít, így a hangyák elhurcolják, terjesztik.
Jellemző élőhelye a ligeti csormolyás erdőszegély (Trifolio medii-Melampyretum nemorosi).